# John Bale
John Bale (Covehithe, 21 novembre 1495 – Canterbury, novembre 1563) è stato un vescovo cattolico, drammaturgo e storico inglese.
Fu vescovo cattolico di Ossory

## Biografia
Nato vicino a Dunwich, nel Suffolk, seguì inizialmente una vita religiosa entrando nel monastero carmelitano di Norwich ed in seguito nel Jesus College di Cambridge, ottenendo un baccellierato in teologia nel 1529.
Divenne poi l'ultimo priore dei carmelitani di Ipswich, eletto nel 1533. In seguito abbandonò la sua vocazione sposandosi, e si trasferì a Thorndon, Suffolk.
Fu autore di molti scritti fra cui una sintesi degli scrittori della Gran Bretagna (pubblicato negli anni 1548-1549), dove raccolse i titoli dei libri contenuti nelle biblioteche monastiche, informazioni non reperibili più altrove.

## Opere
- King John
- (LA) Illustrium Maioris Britanniae scriptorum, hoc est, Angliae, Cambriae ac Scotiae summarium, Gippeswici, per Ioannem Overton, 1548.
- (LA) Scriptorum illustrium Maioris Brytanniae, quam nunc Angliam & Scotiam vocant, catalogus, Basileae, apud Ioannem Oporinum, 1557.
- (LA) Scriptorum illustrium Maioris Brytanniae posterior pars, quinque continens centurias ultimas, Basileae, apud Ioannem Oporinum, 1559.
- The Resurreccion of the Masse (sotto lo pseudonimo Hugh Hilarie, generalmente attribuita a John Bale[3][4][5][6])